# Conglomerato (finanza)
Con conglomerato, nell'economia e nella finanza, si intende una grande compagnia divisa in settori che si occupano di affari diversi, spesso completamente differenti tra loro.

## Storia
Le conglomerate ebbero un forte sviluppo negli anni '60 in una fase di tassi di interesse particolarmente bassi e di alti e bassi di mercato, che permettevano di comprare le aziende nella fase ribassista con un ricorso al leveraged buyout. Il Return on investment atteso era in crescita, cosa che si traduceva in un rialzo del prezzo delle azioni e del capitale di debito ottenibile sulla base di questi corsi azionari, innescando una reazione a catena, che portò a una rapida crescita di questo tipo di gruppi. Non appena i tassi di interesse tornarono a crescere per bilanciare l'inflazione, i profitti subirono una brusca caduta. Il rallentamento della crescita spostò il razionale per l'acquisto di una società alla ricerca delle possibili sinergie in termini di efficienza. Verso la fine degli anni '60, molte conglomerate furono costrette dalla nuova situazione economica a vendere le società da poco acquistate. All'approccio delle conglomerate, si sostituì verso la metà degli anni '70 quello della focalizzazione sulla competenza distintiva o Core business.
I giapponesi hanno sviluppato negli anni '80 un modello di conglomerato, detto Keiretsu, caratterizzato da partecipazioni incrociate fra le controllate della capogruppo e dalla presenza di una banca o società finanziaria interna.

## Descrizione
Spesso i conglomerati hanno problemi con le commissioni antitrust a causa della loro grande estensione commerciale e soprattutto perché le leggi di molti paesi limitano ad una stessa azienda la possibilità di espandersi in altri determinati settori allo scopo di favorire le piccole imprese e il libero mercato.
Possono basare la scelta dei settori in cui operare sempre su sinergie solamente di tipo finanziario e non di tipo organizzativo (proprie della diversificazione correlata o concentrica), ma che sono tese a diversificare il rischio, investendo tipicamente in settori (finanziari e/o economici) inversamente correlati nel tempo (in controfase): il settore in utile cross-finanzia la perdita del settore inversamente correlato. In altre parole, le perdite di una divisione sono controbilanciate dagli utili di un'altra, garantendo un profitto più stabile nel tempo (minore rischio e volatilità), e talora anche un valore atteso di utile più alto rispetto a quello derivante dal possesso di una singola società.
Fra gli svantaggi di una conglomerata, troviamo la difficoltà di gestire con uguale successo business differenti e non correlati, la complessità di analisi del bilancio consolidato a livello di gruppo, la perdita di valore e di legame del brand con un prodotto, area geografica, segmento di clienti.
Tuttavia, le conglomerate possono raggiungere una maggiore efficienza della gestione aziendale attraverso l'applicazione uniforme di metodologie innovative, come ha dimostrato per esempio General Electric con l'introduzione della metodologia Six Sigma.